# Benporslin

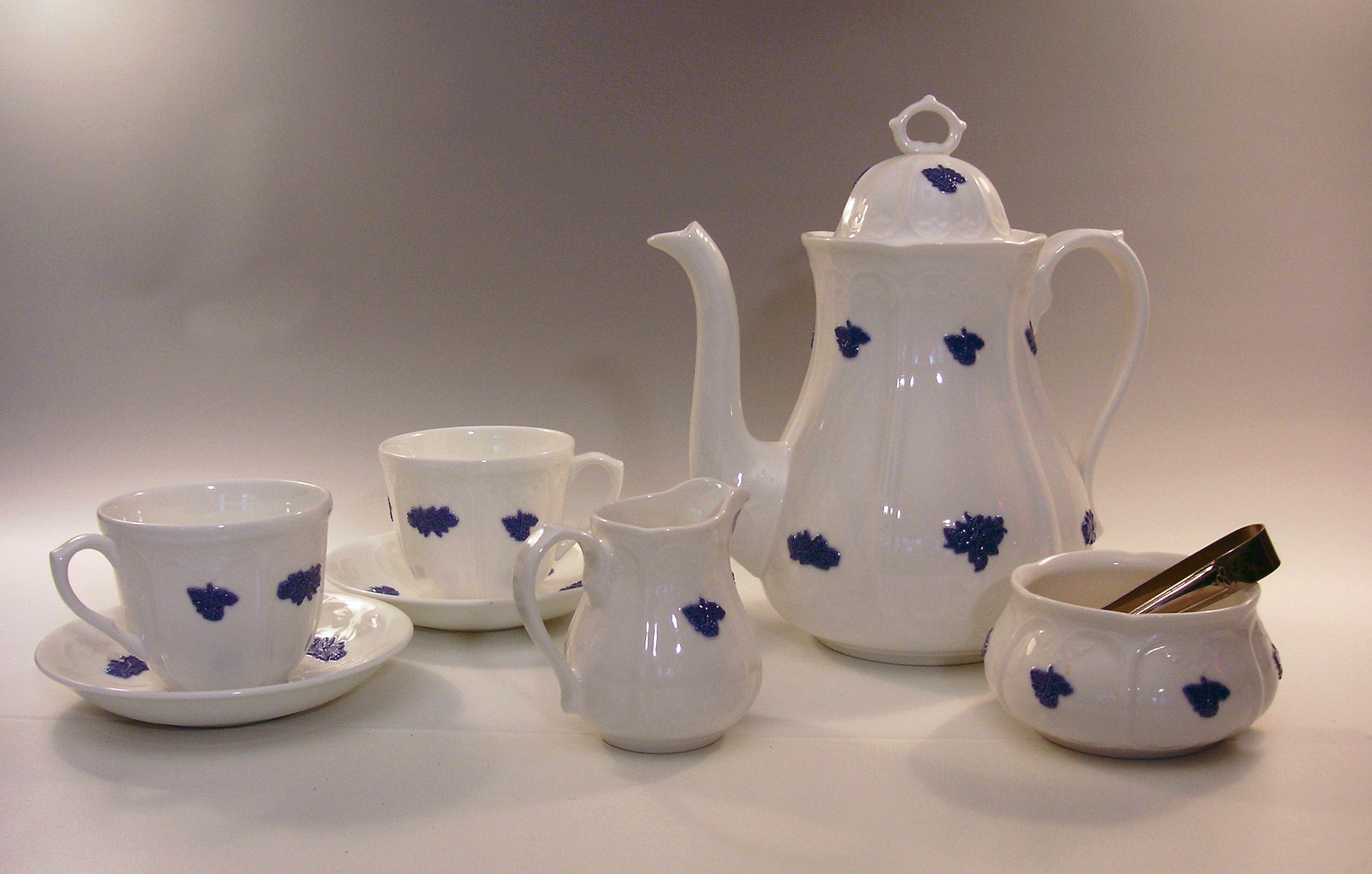
Gustavsbergs porslinsfabriks serie Blå Blom tillverkades av benporslin.

Benporslin är ett porslin som innehåller bland annat kalciumfosfat från brända djurben.
Benporslinet uppfanns 1748 av Thomas Fry i Bow, England. Under 1700-talet tillverkades det främst i England. Det kom att få ganska liten betydelse efter flintgodsets genombrott, men under 1900-talet kom det åter på modet inom porslinsindustrin.